# Einfach Blumen aufs Dach
Einfach Blumen aufs Dach ist ein komödiantischer DDR-Gegenwartsfilm von 1979 über eine Berliner Arbeiterfamilie, die sich ein gebrauchtes, aber repräsentatives Auto kauft. Die DEFA-Produktion wurde von der Filmkritik der DDR zur besten Komödie des Jahres gewählt.

## Handlung
Die Berliner Familie Blaschke bekommt Zwillinge und ist damit sechsköpfig. Der Familien-Trabi ist nun viel zu klein. Da findet Vater Hannes, gelernter Hochspannungsmonteur, zusammen mit seinen Brigadekollegen bei VEB Maschinen- und Materialreserven einen ausgemusterten Repräsentationswagen des Typs GAZ-13 Tschaika. Zum Schrottpreis von 782 Mark und 76 Pfennigen wird die schwarze Luxuslimousine, die vorher gewichtigen Politgrößen gedient hat, erworben.
Frau Blaschke lehnt das Auto anfangs zwar vehement ab, gewöhnt sich aber recht schnell daran. Von Beruf Busfahrerin, ist sie dem Umgang mit großen Fahrzeugen gewöhnt, während Trabifahrer Hannes sich da anfangs sehr schwer tut. Die Frage, ob normale Leute so eine Staatskarosse überhaupt fahren dürfen, beschäftigt Politiker bis zum zuständigen Minister und wird dann kurzerhand von dessen Sekretärin entschieden.
Die frühere Staatskarosse verhilft ihrem neuen Inhaber zu Bevorzugungen und ungeahnten Ehren: Verkehrsdelikte ignorierende Polizisten, stramm stehende Volksarmisten, Pioniergruppen, Einladungen zu Cocktail-Empfängen. Während seine Frau Maxi die Staatskarosse lediglich als nützliches Fortbewegungsmittel sieht, nervt der eigentlich bescheidene Hannes seine Kollegen mit seinen neuen Allüren. Die verpassen ihm denn auch einen probaten Denkzettel, indem sie ihm „einfach Blumen aufs Dach“ malen.

## Produktion und Veröffentlichung
Regisseur Roland Oehme und Drehbuchautor Rudi Strahl benötigten zur Planung und wegen der erzwungenen Änderungen für die Produktion des Films fünf Jahre, als er dann in die Kinos kam, hatten die Parteifunktionäre bereits auf die Automarke Volvo umgerüstet.
Für das Szenarium war Rudi Strahl zuständig und für die Dramaturgie war Anne Pfeuffer verantwortlich.
Einfach Blumen aufs Dach wurde am 28. Juni 1979 auf der iga-Freilichtbühne in Erfurt uraufgeführt und erlebte am 13. Februar 1984 seine Fernsehpremiere im Fernsehen der DDR. Am 15. Oktober 2007 erschien der Film bei Icestorm auf DVD.

## Kritiken
Das Lexikon des internationalen Films nannte Einfach Blumen aufs Dach einen „[h]eitere[n] Gegenwartsfilm, der recht treffsicher Verhältnisse in der DDR beschreibt und sich mit Haltungen und Entwicklungen ihrer Bürger beschäftigt“, und beschrieb den Film des Weiteren als „[g]elungene Unterhaltung.“ Auch laut Cinema biete der „sanfte Ost-Humor“ „heitere Einblicke in den DDR-Alltag“
„Besetzung, Führung und Arbeit der Schauspieler sind im Einzelnen wie im organischen Ensemblespiel außerordentlich gut“, schrieb Klaus Wischnewski in seiner Rezension für die DDR-Zeitschrift Film und Fernsehen 7/1979.

## Auszeichnungen
Regisseur Oehme erhielt 1979 den Preis der Filmkritik der DDR Große Klappe für die Beste Komödie.